# Ramón Mifflin
Ramón Antonio Mifflin Páez (Lima, 5 de abril de 1947) es un exfutbolista peruano que jugó de mediocampista. Reconocido como uno de los futbolistas más representativos del club Sporting Cristal, formó parte de la selección de fútbol del Perú que clasificó y alcanzó los cuartos de final en la Copa Mundial de Fútbol de 1970. Reconocido por su gran técnica y visión de juego, jugó en Perú, Argentina, Brasil, Colombia y en la North American Soccer League junto con Pelé.
Fue uno de los mejores futbolistas peruanos de los años sesenta y setenta. Era un mediocampista central que poseía una brillante habilidad técnica, gran visión y precisión en los pases, además de ser un excelente apoyo en el juego defensivo de sus equipos. Inició su carrera en 1963 con el Centro Iqueño y, tras pasar por Defensor Arica, llegó en 1966 a Sporting Cristal, club en el que se convirtió en uno de sus futbolistas más representativos y con el que ganó, en 2 etapas, 5 veces la liga peruana. 
Internacionalmente, jugó en 1973 por Racing de la primera división de Argentina. Un año después, llegó al Santos de Pelé y, a la siguiente temporada, la amistad y el fútbol los unió tanto que, cuando el brasileño fichó por el New York Cosmos, de Estados Unidos, recomienda el fichaje del Cabezón, que permaneció hasta 1978, ganando 2 veces el título de liga y siendo elegido en una oportunidad el mejor jugador de su posición de la temporada. Tras su paso por el extranjero, regresa al club rímense, donde nuevamente saldría campeón en 1979. Finalmente, se retiraría en Independiente Santa Fe, de Colombia.
Con la selección peruana de fútbol, fue internacional en cuarenta y cuatro ocasiones y participó en la Copa del Mundo de 1970, formando una gran pareja en el centro del campo junto con Roberto Chale.

## Biografía
Nació en el distrito de Barranco, en la plazuela Raimondi. Hijo de Héctor Mifflin, de ascendencia irlandesa, y de Graciela Páez, peruana de ascendencia española. Su primer recuerdo de niño es el funicular de la bajada de los Baños. Empezó a los seis años a jugar al fútbol abajo del Puente de los Suspiros.
Estudió primaria en el Colegio San Julián de Barranco, cuyo propietario y director era el amauta y conocido historiador Gustavo Pons Muzzo. Luego, estudió dos años de secundaria en la Gran Unidad Escolar Bartolomé Herrera (cerca de Magdalena, a donde se mudó su familia) y los otros tres años en el Colegio Nacional Nuestra Señora de Guadalupe. Sus pinitos como futbolista ocurrieron en el Oratorio de Magdalena.
A la edad de 22 años contrae matrimonio con su esposa Ingrid, con quien tuvo 2 hijos: Ramón (1972) e Ingrid (1973).

## Trayectoria
Inició su carrera en el Centro Iqueño, llevado por el profesor don Eugenio Castañeda, para luego pasar por el Defensor Arica entre los años 1965 y 1967. Y luego en el Sporting Cristal, entre los años 1968 y 1973, donde obtuvo tres campeonatos al lado de otros jugadores de talla mundial en los años 1968, 1970 y 1972.
En Argentina jugó en el Racing Club y posteriormente en el Santos de Brasil, donde jugaría al lado de Pelé. Cuando O Rei ficha por el New York Cosmos, de Estados Unidos, recomienda el fichaje de Ramón Mifflin para este equipo, donde permaneció hasta 1978.
Tras su paso por el fútbol estadounidense, regresó al Perú para jugar por el Sporting Cristal, desde octubre de 1978, donde salió nuevamente campeón al siguiente año, en 1979, de la mano de Marcos Calderón.
Su último año como futbolista lo pasó en el Independiente Santa Fe, de Colombia, donde alternó muy poco. Tras su retiro, fue llamado por el entrenador Elba de Pádua, Tim, para que sea su asistente en la selección que jugó las eliminatorias y el Mundial de España 1982.
Luego de su retiro, fue entrenador del Carlos A. Mannucci en Copa Perú y luego, en la profesional, del Sport Boys y Deportivo Pesquero.

## Selección nacional

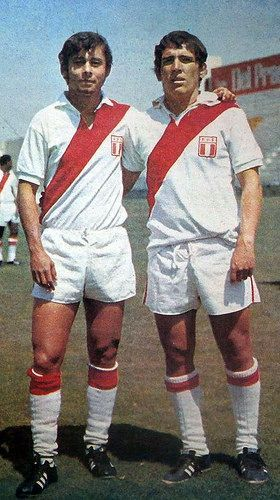
Ramón Mifflin y Roberto Chale

Ha sido internacional con la selección de fútbol del Perú en 44 oportunidades entre 1966 y 1973.

### Participaciones en Copas del Mundo
| Torneo                         | Sede   | Resultado        |
| ------------------------------ | ------ | ---------------- |
| Copa Mundial de Fútbol de 1970 | México | Cuartos de final |

## Clubes
| Club                   | País           | Año       | Partidos | Goles |
| ---------------------- | -------------- | --------- | -------- | ----- |
| Centro Iqueño          | Perú           | 1963-1964 |          |       |
| Defensor Arica         | Perú           | 1965-1967 | 66       | 12    |
| Sporting Cristal       | Perú           | 1968-1973 | 119      | 8     |
| Racing Club            | Argentina      | 1973-1974 | 31       | 3     |
| Santos                 | Brasil         | 1974-1975 | 34       | 1     |
| New York Cosmos        | Estados Unidos | 1975-1978 | 44       | 7     |
| Los Angeles Aztecs     | Estados Unidos | 1978      | 18       | 0     |
| Sporting Cristal       | Perú           | 1979      | 16       | 0     |
| Independiente Santa Fe | Colombia       | 1980-1981 | 12       | 1     |
| Total                  | Total          | 1963-1981 | 340      | 32    |

## Palmarés

### Campeonatos nacionales
| Título                    | Club             | País           | Año  |
| ------------------------- | ---------------- | -------------- | ---- |
| Primera división del Perú | Sporting Cristal | Perú           | 1968 |
| Primera división del Perú | Sporting Cristal | Perú           | 1970 |
| Primera división del Perú | Sporting Cristal | Perú           | 1972 |
| NASL                      | New York Cosmos  | Estados Unidos | 1977 |
| NASL                      | New York Cosmos  | Estados Unidos | 1978 |
| Primera división del Perú | Sporting Cristal | Perú           | 1979 |

### Torneos cortos
| Título                 | Club            | País           | Año  |
| ---------------------- | --------------- | -------------- | ---- |
| Conferencia Nacional   | New York Cosmos | Estados Unidos | 1977 |
| División Este          | New York Cosmos | Estados Unidos | 1978 |
| Temporada Regular NASL | New York Cosmos | Estados Unidos | 1978 |
| Conferencia Nacional   | New York Cosmos | Estados Unidos | 1978 |

### Campeonatos regionales
| Título              | Club      | País   | Año  |
| ------------------- | --------- | ------ | ---- |
| Torneio Laudo Natel | Santos FC | Brasil | 1975 |

### Distinciones individuales
| Distinción                                              | Año  |
| ------------------------------------------------------- | ---- |
| Equipo ideal de la NASL                                 | 1976 |
| Incluido en el once ideal histórico de Sporting Cristal | 2018 |

## Homenajes
El 25 de marzo de 2016, en el distrito de Punta Hermosa, se inauguró el Estadio Municipal Ramón Mifflin Páez, que lleva el nombre en su honor. Con la presencia de autoridades municipales, varios exfutbolistas y amigos del biografiado como José Velásquez, Julio César Uribe, Enrique Cassaretto, entre otros.